# Цвижин
Цвижин (укр. Цвіжин) — село в Винницком районе Винницкой области Украины.
Код КОАТУУ — 0520682006. Население по переписи 2001 года составляет 234 человека. Почтовый индекс — 23250. Телефонный код — 432.
Занимает площадь 0,554 км².

## Адрес местного совета
23250, Винницкая область, Винницкий р-н, с.Ивановка ул.Ленина, 1